# Paco King
Francisco Reyes, conocido con el nombre artístico de PacoKing, es un MC y productor de Madrid, integrante de El Club de los Poetas Violentos (CPV).

## Biografía
Nacido en Madrid, bajo el seudónimo de "Black ThErik", fue uno de los pioneros del rap en España, formando el grupo Jungle Kings junto a DJ Cowboy (DJ) y Jase (MC); posteriormente, Zeta sustituyó a "DJ Cowboy".
En 1989, el sello discográfico Ariola publicó un recopilatorio de rap de grupos madrileños titulado Rap'in Madrid, para el cual Jungle Kings aportaron el tema homónimo "Jungle Kings". Un año después, Ariola publicó otro recopilatorio de rap, Rap de aquí, en el que aparecían grupos de varias ciudades españolas; Jungle Kings también formó parte de este, con el tema "Tu serás alguien". En ese mismo año, 1990, editaron su único trabajo discográfico como agrupación, titulado Jungle Kings - un vinilo de 12, que incluía el tema publicado en Rap'in Madrid, dos remixes de este, y sus respectivas versiones instrumentales en la cara B. Ariola ofreció al grupo la posibilidad de grabar un LP, pero les exigían disminuir el mensaje político en sus letras, por lo que declinaron la oferta.
PacoKing fue uno de los miembros fundadores de El Club de los Poetas Violentos (CPV), grupo que supuso un punto de inflexión en la escena rap española. Tras el cese de actividad de CPV, Paco King ha trabajado esporádicamente como productor, y como MC en algunas colaboraciones, principalmente con El Meswy. De todos los antiguos componentes de CPV, hasta la fecha Paco es el único que no ha editado un trabajo en solitario.

## Con El Club de los Poetas Violentos
- Maqueta 91 (maqueta) (1991)
- Madrid, zona bruta (LP) (Yo Gano, 1994)
- Y ahora ke, eh? (maxisencillo) (Yo Gano, 1996)
- La saga continua 24/7 (LP) (1997)
- 9:30 Remix (maxisencillo) (1998)
- Guannais/A muerte (maxisencillo) (Zona Bruta, 1998)
- Grandes planes (LP) (Zona Bruta, 1998)
- Madrid, zona bruta (Edición especial / reedición) (BoaCor, 2006)
- Siempre (LP) (BoaCor, 2012)

## Colaboraciones

### Como MC

#### Con El Meswy
- Tesis Doctoral" (1997)

#### Con El Chojin
- "Mi turno" (1999)

#### Con Jota Mayúscula
- "Hombre Negro Soltero Busca..." (2000)
- "Una Vida Xtra" (2004)

### Como productor

#### Con El Meswy
- "Nadie" (2000)